# East Rochester (Pennsilvània)
East Rochester és una població dels Estats Units a l'estat de Pennsilvània. Segons el cens del 2000 tenia 623 habitants.

## Demografia
Segons el cens del 2000, East Rochester tenia 623 habitants, 283 habitatges, i 179 famílies. La densitat de població era de 601,4 habitants per quilòmetre quadrat.
Dels 283 habitatges en un 22,3% hi vivien nens de menys de 18 anys, en un 46,6% hi vivien parelles casades, en un 11,3% dones solteres, i en un 36,7% no eren unitats familiars. En el 33,9% dels habitatges hi vivien persones soles el 18,7% de les quals corresponia a persones de 65 anys o més que vivien soles. El nombre mitjà de persones vivint en cada habitatge era de 2,2 i el nombre mitjà de persones que vivien en cada família era de 2,81.
Per edats la població es repartia de la següent manera: un 20,1% tenia menys de 18 anys, un 6,7% entre 18 i 24, un 22,8% entre 25 i 44, un 25,2% de 45 a 60 i un 25,2% 65 anys o més.
L'edat mediana era de 46 anys. Per cada 100 dones de 18 o més anys hi havia 79,8 homes.
La renda mediana per habitatge era de 25.625 $ i la renda mediana per família de 35.481 $. Els homes tenien una renda mediana de 30.000 $ mentre que les dones 25.313 $. La renda per capita de la població era de 14.465 $. Entorn del 8,2% de les famílies i el 9,8% de la població estaven per davall del llindar de pobresa.

## Poblacions més properes
El següent diagrama mostra les poblacions més properes.